# Les Jours gris
Les Jours gris és una pel·lícula francesa dirigida per Iradj Azimi i estrenada el 1974.
Va ser presentat al 27è Festival Internacional de Cinema de Canes en la categoria Perspectives del cinema francès. Fou rodada a cap Fréhel (Bretanya)

## Sinopsi
Un ancià s'instal·larà en una pensió després de deixar la seva casa al seu fill. Un dia, el recull i el porta a una casa antiga, on podrà assaborir els últims bons moments de la vida.

## Repartiment
- Jean Dasté: el vell
- Pierre Bernard: el fill
- Raphaele Devins: nora (com Raphaële Devins)
- Sandra Majero: la jove veïna
- Etienne Dirand: el gestor de pensions
- Yvon Lec: un pensionista
- Paul Hébert: un pensionista
- Josée Destoop: la jove